# Hesselager Sogn
Hesselager Sogn ist eine Kirchspielsgemeinde (dän.: Sogn)
auf der Insel Fyn (dt.: Fünen) im südlichen Dänemark.
Bis 1970 gehörte sie zur Harde Gudme Herred im damaligen Svendborg Amt, danach zur Gudme Kommune im
Fyns Amt, die im Zuge der  Kommunalreform zum 1. Januar 2007 in der
Svendborg Kommune in der Region Syddanmark aufgegangen ist.
Im Kirchspiel leben 1388 Einwohner, davon 832 im Kirchdorf (Stand: 1. Januar 2023).
Im Kirchspiel liegt die Kirche „Hesselager Kirke“, in der sich Dänemarks ältestes Altarretabel befindet.
Nachbargemeinden sind im Süden Oure Sogn und/oder Lundeborg Sogn1 und im Südwesten Gudme Sogn, ferner in der nördlich benachbarten Nyborg Kommune im Westen Langå Sogn und Øksendrup Sogn und im Norden Frørup Sogn und/oder Tårup Sogn.1
1Da die genauen Grenzen des am 1. Oktober 2010 aus dem Frørup Sogn abgespaltenen Tårup Sogn bzw. des aus dem Oure Sogn abgespaltenen Lundeborg Sogn noch nicht bekannt gegeben wurden, kann noch nicht ermittelt werden, zu welchem der beiden jeweils die gemeinsame Grenze mit Hesselager Sogn gehört, oder ob beide daran Anteil haben.